# Temple d'Almaqah
Le temple d'Almaqah a été érigé au VIIIe siècle av. J.-C.. Il est situé à Wukro, dans la région du Tigré en Éthiopie. Il est dédié à la divinité sabéenne Almaqah. Il témoigne de la culture ethio-sabéenne qui s'est développé durant la période pré-aksoumite dans cette région. Il s'agissait en 2022 d'un des plus anciens monuments du Tigré.

## Fouilles archéologiques
Ce site a été découvert par une équipe composée d'archéologues éthiopiens et allemands en 2008.
Les fouilles y ont mis au jour plusieurs vestiges de culture sabéenne : un autel de libation, une statue votive de femme et des brûloirs à encens en calcaire. Ils témoignent de l'influence de l'Arabie du sud dans cette région située au nord de l’Éthiopie, influence que l'on retrouve sur les sites de Hawelti, Melazzo, Addi Galamo, Matara, Kaskase et surtout de Yeha (centre politique et religieux du royaume de Damat).

## Le temple
Le temple a une structure rectangulaire orientée est-ouest, sanctuaire et autel occupent son axe central, arrangement caractéristique de l'architecture religieuse sabéenne que l'on retrouve dans des sites de la même époque au Yemen autour de Marib ou de Sirwah.
Le temple a été construit au VIIIe siècle av. J.-C. au dessus d'une structure religieuse plus ancienne. Ses murs externes mesurent environ 1 m de large, on accède à l'espace intérieur par un escalier, le sol est en terre battue, l'espace intérieur est occupé par un autel de libation et par un sanctuaire divisé en trois salles.

## L'autel
Un autel de libation (VIIIe – VIe siècles av. J.-C.) occupe la partie centrale du temple, très bien conservé, il est constitué de blocs parfaitement jointifs. Ses panneaux latéraux sont décorés de fausses fenêtres reposant sur une structure à quatre marches. Les blocs surmontant les panneaux révèlent une inscription en écriture sabéenne. Une dépression carrée au cœur de l'autel recevait les offrandes, des indices indique que l'autel aurait pu faire l'objet de sacrifices d'animaux. Le liquide constituant l'offrande (probablement du sang d'animal) était évacué par un déversoir en forme de tête de taureau et s'écoulait le long d'une gouttière en calcaire de 2 m de long jusqu'à un bassin de réception également en calcaire.

L'inscription sabéenne se déroule sur les quatre côtés de l'autel. Il s'agit d'une dédicace à Almaqah dont la traduction selon Norbert Nebes serait la suivante :
Wa'ran, le roi qui renverse (les ennemis), fils de Radi'um et de Shakkatum, le compagnon, reconstruisit (l'autel) pour Almaqah, lorsqu'il fut nommé Seigneur du temple d'Almaqah à Yaha', sur instruction d'Attar et d'Almaqah et de Dat Hamyim et de Dat Ba'dan.
Yaha' est l'ancien nom de Yeha, cette inscription indique que le culte d'Almaqah était également pratiqué à Yeha. Selon les archéologues, le fait que les noms des pères et mères du roi Wa'ran soient mentionnés pourrait témoigner d'un influence kushite (seul le nom du père aurait été évoqué en Arabie du sud). Les dynasties kushites étaient en effet matrilinéaire et les épouses et mères des rois y tenaient une place importante.

## Le sanctuaire
Le sanctuaire est composé de trois pièces situées au fond du temple. La pièce centrale à laquelle on accédait par un escalier était surélevée. L'un des blocs composant les murs du sanctuaire comportait également une inscription en écriture sabéenne :
Sur instruction du (roi) Wa'ran, Hayrhumu, le tailleur de pierre, du clan Had'an, a dédié (ce mur) à Almaqah.
Le clan Had'an serait un clan d'origine yéménite, ce qui pourrait démontrer que les artisans ayant construit le temple serait d'origine sabéenne.
Le sanctuaire contenait une structure composée de six pavés de bétyle, structure que l'on ne retrouve pas au nord-est de Afrique mais qui est présente dans les sites religieux pré-islamiques de l'Arabie du sud.

## Figurines votives
Plusieurs figurines humaines ou animales en argile ont été retrouvées auprès du temple. Elles sont analogues à celles que l'on a également découvertes à proximité des sites de Hawelti et de Matara ainsi qu'en Arabie du sud. Leurs formes sont très stylisées et difficilement reconnaissables. L'une d'entre elles représenterait une femme portant un nourrisson. Ces figurines pourraient être des offrandes faites à Almaqah, lui demandant fertilité et prospérité.
D'autre sculpture en argile furent également découvertes :
- une niche minuscule occupée par un personnage assis surmonté d'un dais orné d'un croissant de lune (symbole d'Almaqah)
- une femme assise sur un socle comportant une inscription sabéenne mentionnant Almaqah, cette figurine est en tous points comparable à une statue de même type découverte à Addi Galamo et conservé au musée d'Addis Abeba.

## Bruloirs à encens
Les cérémonies religieuses sabéenne semble avoir beaucoup utilisé l'encens. De nombreux bruloirs ont été découverts sur le site, en particulier dans la salle nord du sanctuaire. Trois d'entre eux étaient décorés de motifs géométriques. Dans cette même salle, plus de 270 objets miniatures furent également révélés : bols, jarres, bruloirs, et filtres de formes souvent analogues à celles que l'on peut trouver en Arabie du sud.

## Céramiques
De très nombreuses poteries (plus de 500) furent découvertes par les archéologues sur le site. Elles appartiennent à la tradition africaine et non à la culture sabéenne. Elles pouvaient servir soit à l'exercice du culte soit constituer des offrandes.